# Bedford CF
Pour les articles homonymes, voir Bedford.
 (novembre 2018).
Si vous disposez d'ouvrages ou d'articles de référence ou si vous connaissez des sites web de qualité traitant du thème abordé ici, merci de compléter l'article en donnant les références utiles à sa vérifiabilité et en les liant à la section « Notes et références ».
Le Bedford CF est une gamme de fourgons pleine grandeur produits par Bedford - la division des véhicules utilitaires de Vauxhall. La fourgonnette a été introduite en 1969 pour remplacer le modèle Bedford CA et était dimensionnée pour concurrencer directement le Ford Transit, entré en production quatre ans plus tôt. Son design était similaire à celui de son homologue américain, le Chevrolet Van (1971-1995).
Bedford était une filiale de General Motors et, sur certains marchés en dehors du Royaume-Uni et de l'Irlande, le CF était vendu par l'intermédiaire des concessionnaires Opel sous le nom d'Opel Bedford Blitz à partir de 1973, date à laquelle l'Opel Blitz d'origine a été progressivement abandonnée. Sur d'autres marchés comme en Norvège, le CF a conservé son nom d'origine.
Le CF était remarquable pour être le dernier véhicule conçu uniquement par Vauxhall lorsqu'il a été abandonné en 1986 (la dernière voiture de tourisme Vauxhall était la HC Viva qui avait cessé sa production en 1979), toutes les voitures Vauxhall étant alors essentiellement rebaptisées Opels.
La marque Bedford a continué sur certains fourgons légers à badge d'Isuzu et Suzuki, avant d'être retirée en 1991 au profit de Vauxhall ou Opel.

## CF

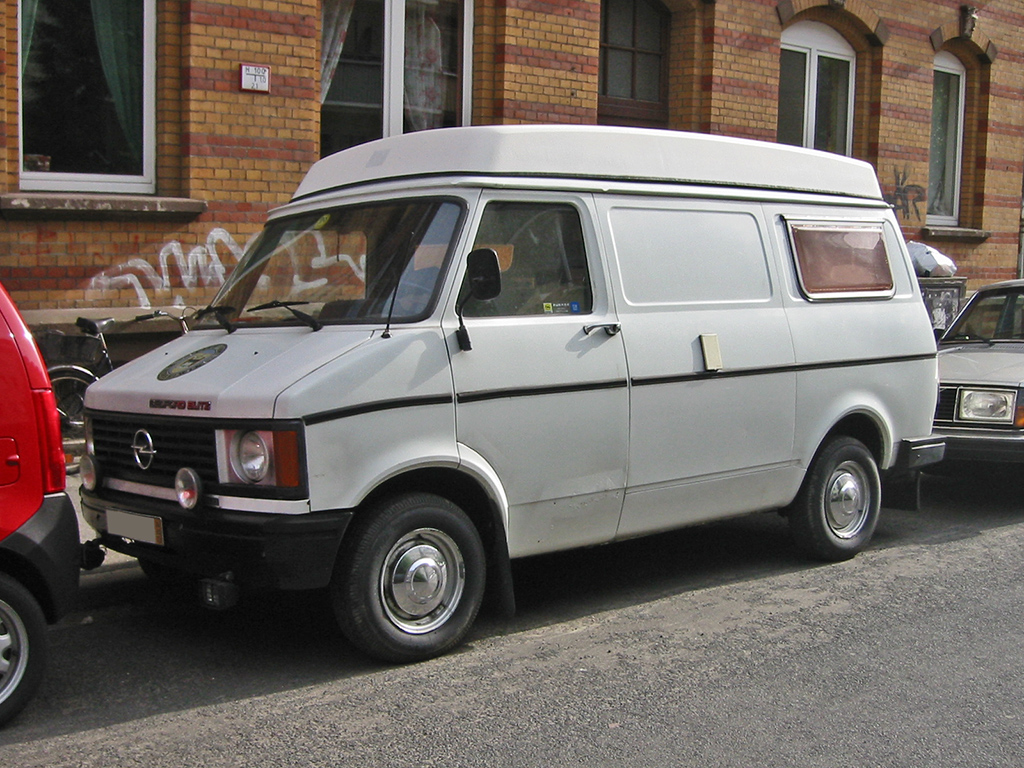
Opel Bedford Biltz

Présenté en 1969 pour remplacer le Bedford CA, le CF a eu un grand succès commercial en Grande-Bretagne mais est resté plus discret sur les autres marchés où il a eu plus de succès comme fourgon aménagé (Dormobile) ou porteur pour camping-car.
Il est disponible initialement en deux longueurs de châssis et quatre charges :
- 18cwt et 22cwt (1t800 et 2t200 de charge) en châssis court (2m69 d'empattement)
- 25cwt et 35cwt (2t500 et 3t500) en châssis long (3m20).

Le CF était motorisé avec les moteurs Vauxhall type "Slant-Four" équipant la Vauxhall Victor FD depuis 1967. Initialement disponible en 1,6L et 2,0L, ce moteur a été réalésé en 1972 à 1,8L et 2,3L pour des puissances respectives de 66 ch et 80 ch. Un diesel Perkins de 1,8L et 50 ch était disponible en option sur les châssis courts, et un 2,5L Perkins de 61 ch sur les châssis longs.
En Australie le CF est vendu avec un six cylindres Holden de 2,8L (100 ch) ou 3,3L (115 ch).
Les transmissions disponibles sont au nombre de quatre:
- 3 vitesses manuelles toutes synchronisées (18cwt uniquement)
- 4 vitesses manuelles toutes synchronisées (18cwt et 22cwt), disponible plus tard avec un overdrive
- 3 vitesses automatiques (boîte GM Hydramatic) (18cwt et 22cwt)
- 4 vitesses manuelles dont les trois supérieures sont synchronisées, sur les 25cwt et 35cwt (boîte renforcée).

Le CF existe en fourgon tôlé, châssis-cabine et châssis nu. Le fourgon peut être livré en option avec une porte conducteur coulissante et une porte latérale arrière (battante uniquement).
En 1975 l'offre est légèrement remaniée : la dénomination dans la gamme change, les 18cwt et 22cwt deviennent CF220 et CF250 avec au passage une augmentation de la charge maximale. En châssis long, les 25cwt et 35cwt sont remplacés par les CF280 et CF340, alors qu'un châssis « extra-long » de 3,55 m d'empattement est ajouté à la gamme, le CF350 (disponible en châssis-cabine et châssis nu uniquement). Les moteurs Perkins techniquement dépassés et peu performants sont remplacés par un diesel d'origine Opel de 2,1L et 64 ch.

## CF restylé
En 1980 le CF est restylé avec un design plus carré, le rapprochant du Chevrolet Van. Les moteurs essence Vauxhall sont reconduits. Un 2,3L diesel Opel de 61 ch remplace le 2,1L, alors qu'en Allemagne, Benelux et Finlande c'est un 2,0L de 59 ch qui prend le relais.
La face avant est remaniée de façon à pouvoir la démonter par huit écrous et retirer tout le bloc motopropulseur par l'avant et non par le dessous.

## CF2

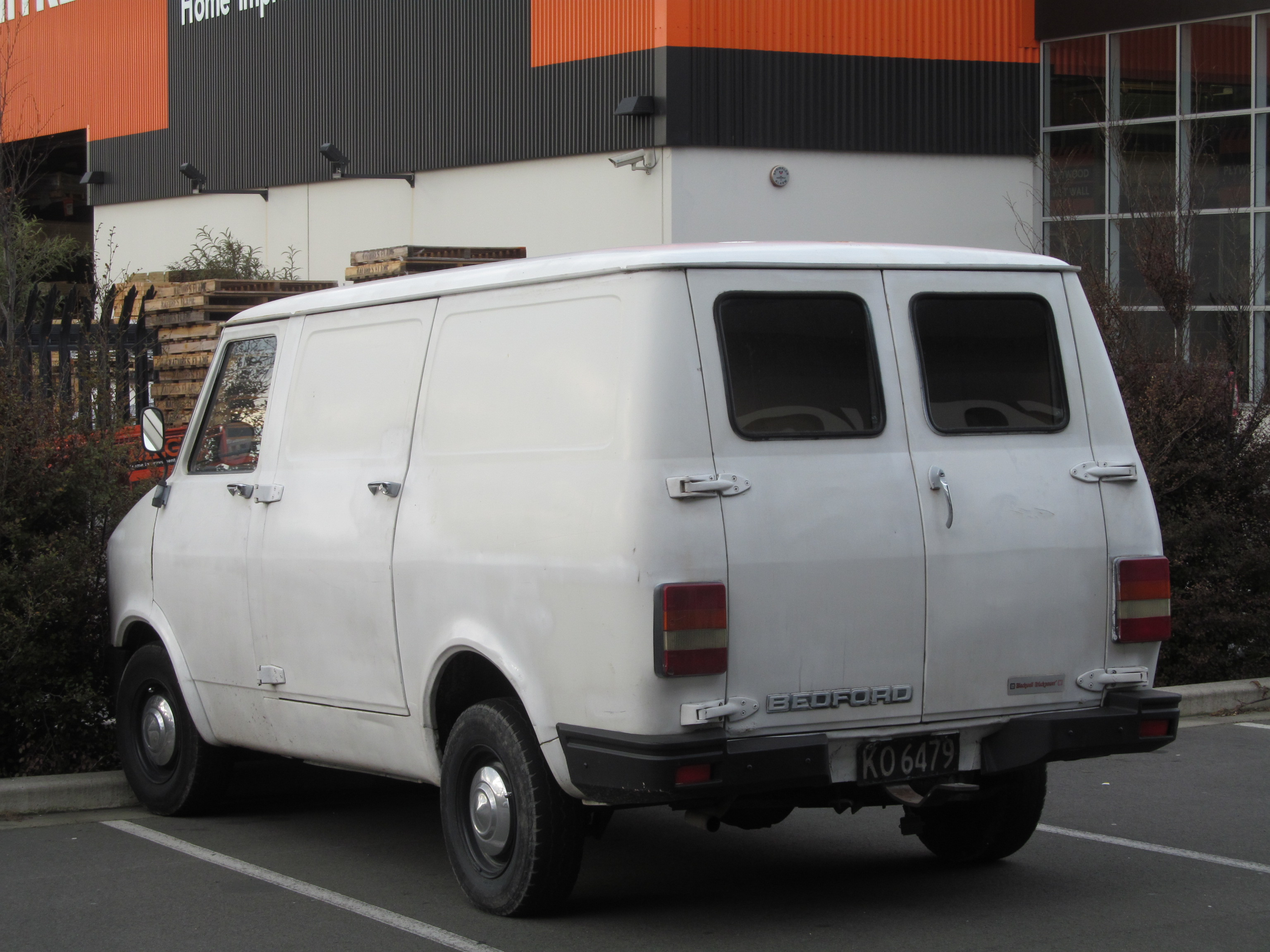
1982 Bedford CF2 250 arrière

Le Bedford CF2 est présenté en 1984. Esthétiquement, il est semblable au CF restylé à l'exception des poignées de porte et rétroviseurs désormais en plastique. Mais la partie mécanique est remaniée.
Les moteurs essence Vauxhall sont remplacés par un 2L Opel de 78 ch équipant déjà les Rekord, Manta ou Ascona ainsi que la gamme Vauxhall correspondante.
Les transmissions sont issues de la gamme Opel avec une boîte 4 vitesses GM sur les châssis courts, et une boîte ZF 5 vitesses de série sur les châssis longs et en option sur les autres. La boîte automatique GM Hydramatic est reconduite.
Le freinage est entièrement revu avec des freins avant à disque, sauf sur les CF2/350 (châssis extra-long).
La commercialisation du CF2 s'arrête en 1987, sont successeur, le Bedford Midi, est un Isuzu Fargo rebadgé.